# Sâncel (gmina)
Sâncel – gmina w Rumunii, w okręgu Alba. Obejmuje miejscowości Iclod, Pănade i Sâncel. W 2011 roku liczyła 2411 mieszkańców. 